# Acanthodelta medioalba
Acanthodelta medioalba är en fjärilsart som beskrevs av Embrik Strand 1914. Acanthodelta medioalba ingår i släktet Acanthodelta och familjen nattflyn. Inga underarter finns listade i Catalogue of Life.